# بونوال (ناوور)
بونوال هي إحدى مشيخات المملكة المغربية، تتبع جغرافيا لإقليم بني ملال وإداريًا لناوور. يقدر عدد سكانها بـ 1369 نسمة حسب الإحصاء الرسمي للسكان والسكنى لسنة 2004.